# Jacana spinosa
Jacana spinosa е вид птица от семейство Jacanidae.

## Разпространение
Видът е разпространен в Белиз, Гватемала, Доминиканската република, Коста Рика, Куба, Мексико, Никарагуа, Панама, Пуерто Рико, Салвадор, САЩ, Хаити, Хондурас и Ямайка.